# Belgio ai I Giochi olimpici invernali
Il Belgio partecipò ai I Giochi olimpici invernali, svoltisi a Chamonix dal 25 gennaio al 5 febbraio 1924, aggiudicandosi una medaglia di bronzo.

## Medagliere
| Medaglia | Atleta                                                                            | Sport | Evento                 |
| -------- | --------------------------------------------------------------------------------- | ----- | ---------------------- |
| Bronzo   | Charles Mulder René Mortiaux Paul van den Broeck Victor Verschueren Henri Willems | Bob   | Bob a quattro maschile |